# Hamza Sahli
Pour les articles homonymes, voir Sahli.
Hamza Sahli, né le 10 mai 1993, est un athlète marocain.

## Palmarès
| Date | Compétition              | Lieu  | Résultat | Épreuve       | Temps           |
| ---- | ------------------------ | ----- | -------- | ------------- | --------------- |
| 2019 | Jeux africains           | Rabat | 3e       | Semi-marathon | 1 h 02 min 45 s |
| 2019 | Championnats du monde    | Doha  | 8e       | Marathon      | 2 h 11 min 49 s |
| 2019 | Jeux mondiaux militaires | Wuhan | 3e       | 10 000 m      | 28 min 56 s 68  |